# Basilia pudibunda
Basilia pudibunda är en tvåvingeart som beskrevs av Schuurmans Stekhoven 1941. Basilia pudibunda ingår i släktet Basilia och familjen lusflugor. Inga underarter finns listade i Catalogue of Life.